# Кудаш (озеро)
Куда́ш (тат. Кодаш) — озеро в России, располагается у северо-восточной окраины одноимённой деревни на территории Высокогорского района Республики Татарстан. Относится к бассейну Илети.
Представляет собой водоём карстового происхождения, находящийся на водоразделе рек Ашит, Петьялка и Сула. Озеро имеет сложную форму, длиной 350 м и максимальной шириной в 170 м. Площадь водной поверхности озера составляет 3,4 га. Наибольшая глубина достигает 1,3 м, средняя глубина равняется 0,75 м. Уровень уреза воды находится на высоте 133 м над уровнем моря.